# Killing Me
「Killing Me」（キリング ミー）は、日本のロックバンド、L'Arc〜en〜Cielの25作目のシングル。2005年1月13日発売。発売元はKi/oon Records。

## 解説
前作「自由への招待」以来約7ヶ月ぶりとなるL'Arc〜en〜Cielの2005年第1弾シングル。本作のレコーディングは、2004年の一連のライヴツアーを終えた同年9月から制作が開始されたアルバム『AWAKE』の録音作業の期間中に行われている。なお、本作のリリースを発表した際には、2005年1月19日発売予定と発表されていたが、発売直前に約1週間繰り上げて発売されることがアナウンスされている。ちなみにCDは従来、チャート集計の都合から水曜日に発売されるのが一般的となっているが、本作は珍しく木曜日に発売されている。
本作の表題曲「Killing Me」は、ギター、ベース、ドラムというオーソドックスなスリーピースバンド編成のサウンドで構成された疾走感あるロック・ナンバー。作曲者であるhydeがライヴを想定してこの曲を作ったこともあり、疾走感のあるライヴ映えする楽曲に仕上げられている。なお、この曲をライヴで披露する際は、本作に収録された音源からテンポアップして演奏することが多い。ちなみにL'Arc〜en〜Cielは、2004年12月25日に日本武道館で行われた所属事務所主催のライヴイベント「天嘉 参 -DANGER III-」にシークレットゲストとして出演しており、このイベントでシングル発売に先駆け表題曲を初披露している。また、2005年9月よりソウル、上海、東京の東アジア3都市で開催したライヴツアー「ASIALIVE 2005」では、公演の幕開けとなる1曲目に演奏されている。余談だが、2003年にL'Arc〜en〜Cielが再始動して以降に発表したシングル表題曲は、3作連続でtetsuyaが作曲を担当していたが、今回は久々にhyde作曲の楽曲が採用されている。
また、表題曲は、本作発売の約1週間前の2005年1月5日から、テレビ朝日系列で放送された音楽バラエティ番組『Matthew's Best Hit TV』のエンディングテーマに使用されている。ちなみにhydeとkenは、2004年3月24日にアルバム『SMILE』発売に伴うプロモーションの一環で、同番組に出演したことがある。
表題曲のミュージック・ビデオは、2007年12月5日に発表したクリップ集『CHRONICLE 3』に初収録されている。また、2019年12月11日に、公式YouTubeアーティストチャンネルにおいてYouTube Music Premium限定で映像の有料公開が開始されている。前述のYouTubeチャンネルでの有料公開開始から約2年4ヶ月後となる2022年4月29日からは、映像の無料公開が開始されている。なお、この映像のディレクターは、前作「自由への招待」のミュージック・ビデオを手掛けた野田智雄が務めている。
フィジカルの初回限定仕様は、ピクチャーディスク仕様となっている。
本作は発売初週となる2005年1月24日付のオリコン週間シングルチャートで、前作「自由への招待」に続く5作連続通算14作目の首位を獲得している。

## 収録曲
| #         | タイトル                                                       | 作詞      | 作曲      | 編曲                          | 時間  |
| --------- | -------------------------------------------------------------- | --------- | --------- | ----------------------------- | ----- |
| 1.        | 「Killing Me」(L'Arc〜en〜Ciel)                                | hyde      | hyde      | L'Arc〜en〜Ciel, Hajime Okano | 4:01  |
| 2.        | 「Round and Round 2005」(P'UNK〜EN〜CIEL)                      | hyde      | hyde      | KEN P'UNK                     | 3:34  |
| 3.        | 「Round and Round 2005 feat.P'UNK青木」(P'UNK〜EN〜CIEL)       | hyde      | hyde      | KEN P'UNK                     | 3:35  |
| 4.        | 「Killing Me (hydeless version)」(L'Arc〜en〜Ciel)             |           | hyde      | L'Arc〜en〜Ciel, Hajime Okano | 4:01  |
| 5.        | 「Round and Round (TETSU P'UNKless version)」(P'UNK〜EN〜CIEL) |           | hyde      | KEN P'UNK                     | 3:36  |
| 合計時間: | 合計時間:                                                      | 合計時間: | 合計時間: | 合計時間:                     | 18:47 |

## 楽曲解説
1. Killing Me / L'Arc〜en〜Ciel
  - 作詞・作曲: hyde / 編曲: L'Arc〜en〜Ciel & Hajime Okano

テレビ朝日系番組『Matthew's Best Hit TV』エンディングテーマ。
ギター、ベース、ドラムというオーソドックスなスリーピースバンド編成のサウンドで構成された疾走感あるロック・ナンバー。作詞・作曲を担当したhydeは、この曲の制作イメージについて「作り方は（ソロ名義で発表した）「HELLO」とかとすごく似てて、全編サビのような感じで。たたみかけるように行きたいなと思って[4]」「ツアー（「SMILE TOUR 2004」）やったんだけど、ライヴってメジャーコードで速い曲とかで盛り上がるじゃないですか、どうしても。そこに、新しいナンバーをぶち込みたかったんですよ。だからライヴを想定して作った感じですね[3]」と語っている。
ただ、hyde曰く、L'Arc〜en〜Cielでこの曲をレコーディングするにあたり、苦労が多かったという。この曲の制作を振り返り、hydeは「誰にも理解されなかった感じっていうか、そもそもこの曲自体がすごく難しかった。僕的にはかなり素直に作ったつもりだったんだけど…[5]」「知識やコードのスケールとかがちゃんと入ってる人からすると、どのコードで歌ってるのかわかんなくって、間違ったほうで聴いてるとサビが沈んで聞こえる、っていう状況があった[5]」「kenもリズム的に、どうやっていいかわかんないみたいで[5]」と述べており、制作が難航し、アレンジが二転三転したと振り返っている。ちなみにレコーディングの際には、コード進行が似ているという理由から、ガンズ・アンド・ローゼズのような1980年代のLAメタル風のアレンジにする案もあがったというが、結局このプランは白紙化されている[5][6]。
この曲の出来栄えについて、hydeは「俺の好みで作っても、それはそれなりによかったとは思うんですけど。こうやって長い遠回りをすることが曲の経験になったし、その中でみんなの懐が見えたりもした[6]」「最終的にすごくオリジナリティのあるロックンロールになったんで、そういう意味では回り道もよかったなあと、今になっては思いますね[6]」と本作発売当時のインタビューで述べている。
ちなみにhyde曰く、作詞作業もオケの制作と同様に難産だったといい、hydeは「タイトル以外は何も出てこなくて。たぶんそこに縛られちゃったんでしょうね、「Killing Me」って言葉に[6][7]」と述べている。歌詞は、一見平和と思える社会に潜む問題や、それを見て見ぬふりしている人々について綴っているという[8]。hydeはアルバム発売当時のインタビューの中で、歌詞のテーマについて「戦争とかが延々と続いててっていうのはもう今回のアルバム（『AWAKE』）の中でずっと僕のアタマにあるテーマなんだけど。戦争がずーっと続いてて、核ミサイルとかみんな持ってて、"え、誰がそのボタン押すの？"みたいな状況がある中で、なんかそういうのを無視して―― まあエイズもそうだけどさ。エイズって、ほんの何年か前まではすごい話題になったけど、もうそういうのを無視して、楽しい目先のことに向かってるでしょ。僕も含めてね。…そういうのってずっとあるなあと思ってて。人って快楽のほうにどんどん行っちゃうから。"もう、そういうのは置いとこうよ。今はこっちが楽しいんだから"っていう、その今の状況下での愛って何だろうな？っていうようなことが、グチャグチャになって入った曲[7][9]」と語っている。
こういったhydeの想いを反映し、歌詞には＜胸の風穴はもう 施しようも無い 愛さえ零れて落ちる＞や、＜掲げた正義を旗めかせ 地の果てまでも塗りつぶせ＞、＜無邪気に笑うのさ 知らないふりで 指先に転がる未来＞といった抽象的かつ比喩を重ねたようなフレーズが随所に取り入れられている。
また、hydeはこの曲の作詞作業において、2004年公開の映画『下弦の月〜ラスト・クォーター』に出演した際に自身が演じたキャラクター、アダム・ラングを意識したという[10]。hydeは本作発売当時のインタビューで「『下弦の月』の映画でいろいろプロモーションしてたんですけど、その時自分で発してた言葉で、"このアダムってキャラクターはこういう奴なんじゃないかなー"とか自分で言ってたことがヒントになって[7]」「僕はハッピーエンドが好きなんだけど、どっか空虚なところがあって。空虚っていうか、冷めたところ？最終的には愛に包まれたいけど、"愛なんて、どこにあるのかな"と思ってる自分がいて。んー…愛って、何て言うんでしょう…死ぬまでわかんないと思うんですよ。実際の本当の愛っていうのは。で、死ぬ時に初めて"あ、これは愛だったんだ"って、"少なくとも俺はここで終わるから、ここまで続いたってことはこの愛は永遠だったんだな"って思えるけど、今、ここにいるマネージャーに"愛してるよ"って言われても、"え？今愛してるかもしんないけど、明日にはわかんないし、誰にもわかんないし"って思ってる自分がいて。そういうところがヒントになってる[7]」「映画でのアダムっていう人間も、人を好きな状態で自分が死んじゃったんで、死後も永遠にずーっとその人を思い続けてるって印象を僕は持っているので。なんで、永遠の愛っていうのはそういう方法しかないのかなあっていう疑問ですね。それがテーマになってる[7]」と、映画からインスピレーションを受けたことを語っている。さらに、hydeは同インタビューで「僕はどっか物理的っていうかな、現実的に"じゃあ、どれが愛なの!?"って思っちゃうから（笑）。"死ねば永遠"なのかなって、そういうひとつの結論[7]」と語っている。
上記のように、愛という概念や社会に対するhydeの様々な思いが込められたリリックになっており、これはアルバム『AWAKE』のひとつの大きなテーマとなっている。そのため、この曲の歌詞は、hydeの中にあった内省的なテーマを綴った、アルバムの序章の楽曲といえる仕上がりとなっている[9]。なお、hydeはアルバム発売時に受けたインタビューで、この曲について「これは書き始めで、幹の片鱗はあるんですけど、わけわかんないです（笑）[11]」「アルバムの中でほかの詞と合わせて聴いた方が、まだまとまりがあるように感じられるかな[11]」と語っている。
2. Round and Round 2005 / P'UNK〜EN〜CIEL
  - 作詞・作曲: hyde / 編曲: KEN P'UNK

パートチェンジバンド、P'UNK〜EN〜CIELによる、4thアルバム『True』の収録曲「Round and Round」のセルフカバー。
2005年4月からは、中国にてヤクルト「養楽多」CMソングに使用されている[12]。
3. Round and Round 2005 feat.P'UNK青木 / P'UNK〜EN〜CIEL
  - 作詞・作曲: hyde / 編曲: KEN P'UNK

パートチェンジバンド、P'UNK〜EN〜CIELによる、4thアルバム『True』の収録曲「Round and Round」のセルフカバー。
このバージョンでは、ゲストとしてお笑いタレントの青木さやかが「P'UNK青木」名義で参加している。このフィーチャリングバージョンは、青木が司会を務める日本テレビ系音楽番組『音楽戦士 MUSIC FIGHTER』にて、青木が「ラルクと共演したい」と熱いラヴコールを送ったことがきっかけで制作が始まっている。この曲でP'UNK青木は、コーラスと語りに加え、ギターソロパートではピアノを担当している。さらに、L'Arc〜en〜Cielの所属事務所が主催したライヴイベントでこのバージョンを披露した際には、青木はダンスも披露している。ちなみに、このフィーチャリングバージョンは本作のみの収録となっており、どのアルバムにも収録されていない。
4. Killing Me (hydeless version)
5. Round and Round 2005 (TETSU P'UNKless version)

## 参加ミュージシャン
- Killing Me / L'Arc〜en〜Ciel
  - hyde：Vocal
  - ken：Guitar
  - tetsu：Bass
  - yukihiro：Drum
    - tetsu：Background Vocal
- Round and Round 2005 / P'UNK〜EN〜CIEL
  - TETSU P'UNK：Vocal, Guitar
  - HYDE P'UNK：Guitar, Backing Vocal
  - YUKI P'UNK：Bass, Backing Vocal
  - KEN P'UNK：Drum

## 収録アルバム
オリジナルアルバム
- 『AWAKE』 (#1)

セルフカバーアルバム
- 『P'UNK IS NOT DEAD』 (#2)